# Неллі Тюрінг
Неллі Марія Тюрінг ((21 червня 1875 , Vankiva Parishd  — 2 січня 1972 , Enskede-Årsta parishd, лен Стокгольм ) — шведська фотографка, феміністка і політична діячка (соціал-демократка), одна з перших п'яти жінок, обраних до шведського парламенту в 1921 році.

## Життєпис
Народилася в родині фермера Нільса Нільссона та Пернілли Персдоттер у Ванківі (Швеція) 21 червня 1875 року. Одружилася з редактором Йоганом Йоранссоном у 1903 році і розлучилася з в 1917 році. Вона взяла ім'я Тюрінг, ставши активно працювати як фотографка. У 1890—1896 роках працювала продавчинею, а потім фотографкою в 1896—1933 роках. У 1900 році відкрила фотостудію в Лунді, а у 1920 році продала її, щоб зосередитися виключно на політичній кар'єрі.
У 1917—1920 роках була членкинею міської ради Гетеборга. У 1921 році стала однією з п'яти перших жінок, обраних до шведського парламенту після того, як жінки вибороли право голосу. Обрана разом із Агдою Остлунд (соціал-демократка), Бертою Веллін (консерваторка) і Елізабет Тамм (лібералка) у нижню палату та Керстін Гессельгрен у верхній палаті.
Як депутатка Неллі Тюрінг зосереджувала увагу на питаннях міжнародного співробітництва та покращення умов роботи жіночого тюремного персоналу. Крім того, вона співпрацювала з іншими депутатками щодо питань неконфесійної школи, догляду за дітьми та материнства, а також сексуальної освіти. Під час дебатів її охарактеризували як різку та дотепну, і вона виступила проти пропозиції внести позначку статі в законопроєкти про голосування, зазначивши, що якщо це станеться, вона створить жіночу партію. У 1920-х роках деякими вважалося суперечливим, коли жінка публічно зверталася до сексуальних питань для аудиторії змішаної статі, і спочатку, коли такі випадки мали місце, деякі з депутатів-чоловіків покинули палату на знак протесту. Вирішила залишити посаду в 1928 році, не схвалюючи форми парламентської роботи, які, на її думку, не сприяли швидкому вирішенню питань, тому втомлювали. Продовжила займатися політичною діяльністю, подорожуючи, виступаючи з промовами та через політичні та громадські організації.
Була членкинею центрального комітету соціал-демократичних жінок у 1924—1928 роках і головою соціал-демократичного жіночого клубу Енскеде в 1926—1928 роках.
Неллі Тюрінг померла 2 січня 1972 року в Стокгольмі.